# Trump Towers Istanbul
A Trump Towers Istanbul são duas torres conjuntas em Şişli, Istambul, Turquia. Uma das torres é uma torre de escritórios e a outra uma torre residencial, composta por mais de 200 residências. O complexo também possui um shopping center com cerca de 80 lojas e um cinema multiplex. São as primeiras Trump Towers construídas na Europa. O promotor imobiliário é o bilionário turco Aydın Doğan, em parceria com o empresário americano e ex-presidente dos Estados Unidos, Donald Trump. O complexo é considerado um dos mais importantes de Istambul. Muitas empresas sediadas na Europa e no Oriente Médio ocupam o complexo.
A torre residencial inclui a única adega coletiva na Turquia, com capacidade para 16.800 garrafas. A adega é construída pela Focus Wine Cellars.
Entre os inquilinos proeminentes dos edifícios está o empresário iraniano Reza Zarrab.

## Controvérsia sobre o nome de Trump
O proprietário turco da Trump Towers Istanbul, que paga Trump pelo uso de seu nome, foi relatado em dezembro de 2015 por explorar meios legais para dissociar a propriedade após o pedido do candidato de proibir a entrada de todos os muçulmanos nos EUA. Em junho de 2016, o presidente da Turquia, Recep Erdogan, pediu a remoção do nome Trump das torres, dizendo "Trump não tolera os muçulmanos que vivem nos EUA. Além disso, eles usaram uma marca em Istambul com o nome dele. Quem colocar essa marca em seu prédio deve removê-la imediatamente."
Em dezembro de 2015, Trump declarou em uma entrevista de rádio que ele tinha um "conflito de interesses" em lidar com a Turquia por causa de sua propriedade, dizendo "Eu tenho um pequeno conflito de interesses, porque eu tenho um grande edifício em Istambul... Chama-se Trump Towers. Duas torres, em vez de uma. Não é o habitual, são dois. E eu conheci a Turquia muito bem."